# Превала
Превала (болг. Превала) — село в Болгарии. Находится в Монтанской области, входит в общину Чипровци. Население составляет 442 человека.

## Политическая ситуация
В местном кметстве Превала, в состав которого входит Превала, должность кмета (старосты) исполняет Райна  Рангелова Живкова (Защита) по результатам выборов правления кметства.
Кмет (мэр) общины Чипровци — Захарин Иванов Замфиров (Земледельческий союз Александра Стамболийского (ЗСАС)) по результатам выборов в правление общины.